# محمد بن حسن الفاسي
محمد بن أبو عبد الله محمد بن حسن بن محمد بن يوسف الفاسي (1184 /
580 هـ - 1258 /656 هـ) هو عالم وفقيه مسلم.
ولد محمد بن حسن الفاسي بمدينة فاس بشمال المغرب عام 580هـ، وارتحل لطلب العلم؛ فدخل مصر وتعلم على علماءها الفقه على مذهب أبي حنيفة وقرأ القراءات حتى برع فيها.
ومن العلماء الذين درس على أيديهم: ابن عيسى، والقاضي بهاء الدين ابن شداد، وأبي موسى عيسى بن يوسف بن إسماعيل المقدسي، وأبي القاسم عبد الواحد بن سعيد الشافعي، وعلي بن أبي بكر الشاطبي.
وقد أثنى عليه عدد من أصحاب السير والتراجم؛ قال الذهبي: «وكان بصيرا بالقراءات ووجوهها وعللها، حاذقا بالعربية، عارفًا باللغة، مليح الخط إلى الغاية على طريق المغاربة، كثير الفرائض».
وقال ابن الجزري: «أبو عبد الله الفاسي، نزيل حلب، إمام كبير أستاذ كامل علامة».
وقال عمر كحالة: «محمد بن حسن بن محمد بن يوسف الفاسي... مقرئ، فقيه، اصولي».
وقال عبد الفتاح المصري: «إمام كبير أستاذ فاضل كامل علامة».
توفي بحلب سنة 656هـ، بعد أن انتقل من فاس إلى مصر ومنها إلى حلب حيث استقر فيها حتى وفاته، قال ابن الجزري: «وكانت جنازته مشهورة».

## اسمه ونسبه
هوأبو عبد الله محمد بن حسن بن محمد بن يوسف الفاسي.

## مولده ونشأته العلمية
ولد محمد بن حسن الفاسي بمدينة فاس بشمال المغرب عام 580هـ، وارتحل لطلب العلم؛ فدخل مصر وتعلم على علماءها الفقه على مذهب أبي حنيفة وقرأ القراءات حتى برع فيها.
ومن العلماء الذين درس على أيديهم:
1. ابن عيسى.
2. القاضي بهاء الدين ابن شداد.
3. أبي موسى عيسى بن يوسف بن إسماعيل المقدسي.
4. أبي القاسم عبد الواحد بن سعيد الشافعي.
5. علي بن أبي بكر الشاطبي.
6. عبد العزيز بن زيدان النحوي.
7. محمد بن أحمد بن خلوص المرادي.
8. أبي ذر بن أبي ركب الخشني النحوي.
9. القاضي بهاء الدين.
10. يوسف بن شداد.[12][12][13]

## تلاميذه
1. بدر الدين محمد بن أيوب التادفي.
2. بهاء الدين محمد بن إبراهيم.
3. جمال الدين أحمد ابن الظاهري.
4. يحيى المنبجي.
5. أبو بكر بن يوسف الحراني.
6. أبو محمد الحسين بن قتادة المدني.
7. عبد الله بن إبراهيم بن رفيعا الجزري.[6]

## فضله ومكانته
1. قال الذهبي: «وكان بصيرا بالقراءات ووجوهها وعللها، حاذقا بالعربية، عارفا باللغة، مليح الخط إلى الغاية على طريق المغاربة، كثير الفرائض».[6]
2. قال ابن الجزري: «أبو عبد الله الفاسي، نزيل حلب، إمام كبير أستاذ كامل علامة».[14]
3. قال عمر كحالة: «محمد بن حسن بن محمد بن يوسف الفاسي... مقرئ، فقيه، اصولي».[15]
4. قال عبد الفتاح المصري: «إمام كبير أستاذ فاضل كامل علامة».[16]

## عقيدته ومؤلفاته
كان محمد بن حسن الفاسي على طريقة أبي الحسن الأشعري في الاعتقاد.
وأما عن مؤلفاته فله:
1. الغريدة البارزية في حل القصيدة الشاطبية.
2. الآلي الفريدة في شرح القصيدة أعني الشاطبية.[11]

والأخير أثنى عليه عدد من العلماء والمؤرخين، قال الذهبي: «وقد شرح» حرز الأماني «شرحا في غاية الجودة، أبان فيه عن تضلع من العلوم وتبحر في القراءات وإسناده في القراءات نازل كما ترى، فلهذا لم أنشط للأخذ عن أصحابه».

## وفاته
توفي بحلب سنة 656هـ، بعد أن انتقل من فاس إلى مصر ومنها إلى حلب حيث استقر فيها حتى وفاته، قال ابن الجزري: «وكانت جنازته مشهورة».